# Barbagia de Seùlo
La Barbagia de Seùlo (en sard Barbàgia de Seulu) és una subregió històrica de la Sardenya central, a les províncies de Nuoro i Sardenya del Sud. Limita amb les subregions de Trexenta, Barbagia di Belvì i Ogliastra.